# El Kurgan
El Kurgan es un personaje ficticio de la película Highlander. El Kurgan, cuyo alias es Víctor Kruger y al cual se le refiere por el nombre de su tribu original, nació alrededor del año 1005 a. C. a orillas del mar Caspio. Por ubicación geográfica y por época pertenecería a los escitas. Fue interpretado por Clancy Brown.

## Historia
El Kurgan (en ruso, курга́н, colina-túmulo), que fue acogido por la tribu Kurgan y llamado Víctor, nació en lo que ahora es Rusia en la frontera del Mar Caspio. Su tribu, los kurganes, según señalara Juan Ramírez, son tristemente célebres por su crueldad y se sabe que "arrojaban a niños a pozos llenos de perros hambrientos para divertirse viéndolos pelear por la carne".
Su primera muerte ocurrió en el año 970 a. C. cuando su padre, borracho, le aplastó la cabeza con una piedra. Al volver a la vida, Kurgan lo obligó a tragar una piedra caliente, matándolo. Luego se unió a un grupo de bandidos que asaltaban caravanas. Eventualmente se encontró con otro Inmortal, "El Beduino", quien le reveló su verdadera naturaleza, y se convirtió en la única persona que podía ser etiquetada como su amigo. Durante los siglos intermedios, el Kurgan tomó un número incalculable de cabezas inmortales. Se encontró con Juan Sánchez-Villalobos Ramírez en algunas ocasiones antes del siglo XVI.
Alrededor del año 410 d. C., el Kurgan se unió a los vándalos, godos y visigodos para atacar Roma y los asentamientos romanos, también luchó con los godos contra los hunos. Más tarde se aliaría directamente con los hunos, luchando junto a Atila, alrededor del año 453. Desde el siglo V al XIII, el Kurgan sembraría el terror con los tártaros del Gobi y el pueblo turco, así como con los vikingos y la horda mongol de Genghis Khan.
Sabiendo del potencial que tenía Connor MacLeod, el Kurgan fue en su búsqueda para decapitarlo cuando este aun era un mortal, aliándose con el clan enemigo de los MacLeod, los Frasier, en las Highlands escocesas en 1536. En esta batalla, hirió mortalmente a MacLeod, haciéndolo un Inmortal. Pero antes de que pudiera decapitarle, fue interceptado por otros miembros del clan MacLeod y, aunque no logró asesinarlo, el clan MacLeod exilió a Connor al verlo resucitar convencidos de que se trataba de un acto del demonio. 
Después que Connor se casara, estableciera y recibiera el tutelaje de Ramírez, Kurgan permaneció en la región e intentó matar nuevamente al escocés asaltando su casa sin saber que allí se encontraba Ramírez ya que Connor estaba de viaje. En un violento combate estuvo a punto de morir por la hoja de éste, pero solo consiguió cortarle la garganta. Después de una larga lucha que destruyó la casa de MacLeod, el Kurgan atravesó a Ramírez y lo decapitó. Después de obtener el Quickening de éste, violó a la esposa de Connor y se marchó. Sin embargo, ya que el cuello de los inmortales es su punto débil, la herida recibida en este combate jamás sanaría correctamente y desde ese momento luciría en su cuello una profunda cicatriz producto del corte.
Kurgan y Connor MacLeod se reencuentran en 1985, en la ciudad de Nueva York, donde se llevaría a cabo el Encuentro. Durante este tiempo, Kurgan usa su estatus como líder de una pandilla de cabezas rapadas criminales de la ciudad de Nueva York como un fondo falso y se hace llamar "Victor Kruger". Los últimos seis Inmortales son Victor, MacLeod, Sunda Kastagir, Iman Fasil, Osta Vasilek y Yung Dol Kim. Vasilek es decapitado por Kurgan en Nueva Jersey antes de enterarse de la muerte de Fasil en el Madison Square Garden a manos de MacLeod. Luego derrota tanto a Kim como al amigo de Connor, Kastagir, dejándolos solo a él y a McLeod. Para desviar la concentración de Connor, Kurgan secuestra a su entonces novia, Brenda Wyatt, y la lleva a al edificio de Silvercup Studios.
MacLeod los sigue al sitio, donde él y Kurgan se enfrentan en combate. MacLeod decapita a su enemigo, su esencia pasa al Highlander, ganador de "El Premio".